# AYU (ものまねタレント)
AYU（あゆ、本名：野崎鮎、1983年1月19日 - ）は、東京都出身のものまねタレント。所属事務所はオフィス南。
本名「野崎鮎」名義で歌手活動もおこなっている。

## ものまねレパートリー
- 絢香
- 宇多田ヒカル
- 奥居香（PRINCESS PRINCESS）
- ディーナ・ジョーンズ（映画「ドリームガールズ」より）
- 浜崎あゆみ
- 八神純子
- 山口百恵
- 吉田美和（DREAMS COME TRUE）
- MISIA
- 吉岡聖恵（いきものがかり）
- 中島美嘉
- 倖田來未

## 出演番組
- 爆笑そっくりものまね紅白歌合戦スペシャル（フジテレビ） - 2017年9月8日の放送分より番組を降板。
- ものまね王座決定戦（フジテレビ） - 2015年12月11日の放送分より番組を降板。